# Cot Babahgirek
Cot Babahgirek är ett berg i Indonesien.   Det ligger i provinsen Aceh, i den västra delen av landet, 1 800 km nordväst om huvudstaden Jakarta. Toppen på Cot Babahgirek är 345 meter över havet.
Terrängen runt Cot Babahgirek är platt norrut, men söderut är den kuperad. Havet är nära Cot Babahgirek åt nordost. Runt Cot Babahgirek är det ganska glesbefolkat, med 22 invånare per kvadratkilometer. Närmaste större samhälle är Banda Aceh, 15,8 km sydväst om Cot Babahgirek. Omgivningarna runt Cot Babahgirek är en mosaik av jordbruksmark och naturlig växtlighet.